# Ora de Greenwich
Ora de Greenwich (engleză Greenwich Mean Time - GMT) este timpul meridian, care trece prin așezarea veche a observatorului Greenwich, situat în apropierea orașului Londra.
Anterior, GMT se folosea pentru măsurarea timpului în diferite fusuri orare, în prezent este înlocuit cu UTC, respectiv UTC+0.
- ro GMT/UTC/ZULU TIME/JD Arhivat în 30 septembrie 2009, la Wayback Machine.